# أحمد بن يوسف الجابر
أحمد بن يوسف بن جابر بن عبد الله بن أحمد الجابر، (1903 - 1991) هو أديب وشاعر ومدير مكتب حاكم دولة قطر، ومسؤول حكومي.

## حياته ونشأته
مواليد عام 1321هـ /1903 بمدينة الدوحة، درس في دور الكتاتيب وهو في عمر السابعة من عمره وقام بتدريسه عمه محمد بن جابر، حيث تعلم القراءة والكتابة وحفظ ما تيسر له من القرآن الكريم، كما التحق بالمدرسة الأثرية التي تأسست في بداية القرن الماضي في عهد حاكم قطر الراحل الشيخ عبدالله بن جاسم آل ثاني، والتحق بديوان الحاكم الشيخ علي بن عبد الله آل ثاني، وسرعان ما أصبح مديراً لمكتبه الخاص. استمر في منصبه في عهد ابنه الشيخ أحمد بن علي آل ثاني أمير البلاد اللاحق، وتوسعت صلاحيته، لتشمل الإشراف على هيئة الهبات المالية ولجنة الجنسية وأرشيف ديوان الحاكم ومراسلاته الخاصة، ولجنة الالتحاق بالقوات المسلحة القطرية.
له العديد من القصائد والأبيات الشعرية، أهمها درر المعاني في مدح آل ثاني، إنشاء الشجرة العائلية للأسرة الحاكمة القطرية بالاشتراك مع الأستاذ بديع صقر. وافته المنية في الدوحة سنة 1991 م .

## مسيرته

### حكومي
واصل الجابر العمل نفسه في حكم الشيخ علي بن عبدالله بن جاسم آل ثاني منذ توليه الحكم في عام 1949، وذلك بعد وفاة الشيخ حمد بن عبدالله بن جاسم آل ثاني سنة 1948م، حيث تولى الجابر عدة مهام، واستمر في صرف العطايا والمساعدات والرواتب للمواطنين حتى فترة الستينيات حتى أدمج مكتبه مع دائرة العمل والشؤون الاجتماعية والتي عُرفت فيما بعد باسم (وزارة العمل والشؤون الاجتماعية).

### شاعر
نبغ الجابر في كتابة الشعر الفصيح، وقد قام في وقت سابق بجمع ديوان شعر المؤسس الشيخ جاسم بن محمد بن ثاني، حيث أشرف على إصدار إحدى طبعاته.. مع العلم بأن أول طبعة من الديوان صدرت في بومباي بالهند سنة 1325 هجرية.. أما أشعار أحمد بن يوسف الجابر فقد جُمِعَت في ديوان يحمل اسمه وأصدرته جامعة قطر بإشراف الدكتور محمد كافود والدكتور يحيى الجبوري سنة 1983م ونشره مركز الوثائق والدراسات الإنسانية بالجامعة.. ثم طبع سنة 2017 م طبعة ثانية في الكويت للباحث والمؤرخ عبدالعزيز سعود العويد تحت عنوان (ديوان شاعر قطر أحمد بن يوسف الجابر).

## مؤلفاته
إصدار بعض الكتب والدواوين الشعرية التي صدرت في عهد حاكم قطر الشيخ علي بن عبدالله آل ثاني مثل (درر المعاني في مدح آل ثاني) عام 1957م وغيرها من الدواوين الشعرية والكتب الأدبية والتاريخية، فأثرى المكتبة العربية في تلك الفترة، رثاء جمال عبد الناصر سنة 1970م.